# Pivot Legal Society
 (avril 2021).
Pour les articles homonymes, voir Pivot.
La Pivot Legal Society est une organisation de défense des droits basée à Vancouver, dans le Downtown Eastside de Colombie-Britannique. Fondé en 2001, l'objectif de Pivot est de représenter et de défendre les intérêts des communautés marginalisées touchées par la pauvreté et l'exclusion sociale. Il accomplit cela par le biais de plaidoyers publics auprès du gouvernement.
La Pivot Legal Society a quatre principaux champs d'action : le sans-abrisme et la justice en matière de logement, la réforme de la loi sur le travail du sexe, la politique en matière de drogue et la responsabilité des services de police et de la police.

## Hope in Shadows
Hope in Shadows est un concours de photographie organisé par Pivot Legal Society, pour les résidents du Downtown Eastside depuis 2003. Chaque été, jusqu'à 200 résidents reçoivent des caméras à usage unique et sont encouragés à capturer leur communauté et leur vie à travers des images. Le concours est conçu pour sensibiliser à la vie dans le Downtown Eastside, en présentant la réalité d'un point de vue distinctement personnel. Quarante photographies sont choisies par un panel d'artistes et de photographes de Vancouver, qui sont exposées dans la rue à l'extérieur du Carnegie Community Centre. Ici, les résidents locaux peuvent voter pour sélectionner les entrées gagnantes, qui sont compilées dans un calendrier annuel, vendues par les résidents dans les rues de Vancouver. En 2010, 216 résidents locaux ont reçu une formation professionnelle pour vendre le calendrier 2011 Hope in Shadows. 
Plus de 130 000 $ ont été gagnés par des vendeurs ambulants agréés vendant des calendriers 2011. Le livre Hope in Shadows qui a remporté le prix du livre de la ville de Vancouver 2008 en octobre 2008 s'est vendu à plus de 5 000 exemplaires dans les rues. De nombreux vendeurs de calendriers et de livres sont des photographes participant à la compétition. 